# ManpowerGroup
ManpowerGroup Inc. (precedentemente conosciuta come Manpower Inc.) è un'agenzia per il lavoro multinazionale leader mondiale nelle innovative workforce solutions, con sede principale a Milwaukee, negli Stati Uniti d'America, fondata nel 1948 da Elmer Winter e Aaron Scheinfeld.
ManpowerGroup, attraverso i propri brand, realizza e offre soluzioni strategiche per la gestione delle risorse umane: ricerca, selezione e valutazione di personale per tutte le posizioni professionali; staffing -in Italia somministrazione di lavoro a tempo determinato e indeterminato-; progetti di formazione; talent & career management; servizi di outsourcing.
Dal 1994 ManpowerGroup è presente anche in Italia, con 270 uffici che impiegano circa 2.400 persone. La sede principale della società è a Milano. L'amministratrice delegata di ManpowerGroup Italia è Anna Gionfriddo.

## Storia
ManpowerGroup è stata fondata nel 1948 a Milwaukee dagli avvocati Elmer Winter e Aaron Scheinfeld, con uffici nella stessa Milwaukee e a Chicago.
La coppia ebbe l'ispirazione quando si trovò a cercare un aiuto in segreteria per depositare un documento in tempi stretti presso la Corte Suprema del Wisconsin, e fecero molta fatica a trovarlo, al punto da far rientrare una persona che non lavorava più con loro per finire il lavoro.
Questa esperienza li portò a pensare ad una nuova opportunità commerciale per fornire servizi di lavoro temporaneo alle aziende. Raccolsero quindi 7.000 dollari e aprirono la loro prima filiale a Milwaukee con il nome Manpower.
Nel 1954 Manpower ha continuato la sua espansione negli Stati Uniti con l'offerta di opportunità di business in franchising che si è affiancata alle già esistenti attività d'impresa.
Nel 1956 l'azienda è entrata in una fase di internazionalizzazione:
- 1956 - uffici a Montréal e Toronto, Canada.
- 1956 - uffici nel Regno Unito
- 1957 - uffici in Francia
- 1963 - aperture in Sudamerica
- 1964 - presenza in Asia

Nel 1962 Manpower ha lanciato the Employment Outlook Survey, (pubblicato in Italia come Previsioni Manpower sull'occupazione) che oggi è riconosciuto come uno dei più attendibili osservatori sul lavoro. Il report, che esce ogni trimestre, oggi copre 42 Paesi e territori.
Nel 1976, dopo il pensionamento di Elmer Winter, Manpower è stata venduta alla Parker Pen Company dalla quale si è resa indipendente nel 1986. Un anno dopo è stata acquisita dalla britannica Blue Arrow riconquistando l'indipendenza nel 1991.
Nel 2006 l'azienda ha annunciato la modifica del logo.
Il cofondatore Elmer Winter è deceduto il 22 ottobre 2009 a 97 anni d'età.
Il 30 marzo 2011, Manpower Inc. ha annunciato la modifica del proprio nome in ManpowerGroup, con l'obiettivo di esprimere al meglio la completezza della sua offerta per rispondere alle esigenze e alle opportunità di un'epoca che la stessa ManpowerGroup ha definito come “The Human Age”, e ha rivisitato i suoi loghi per diffondere un’immagine coordinata per tutte le realtà del gruppo.
Oggi, nel mondo, la brand family di ManpowerGroup è composta da Manpower®, Experis®, Talent Solutions. In Italia è presente anche il brand Jefferson Wells.

## ManpowerGroup in Italia

### Manpower
Manpower è stata la prima agenzia per il lavoro (con il nome di società di fornitura di lavoro temporaneo) ottenendo la certificazione n. 1 nel mese di dicembre 1997, nel momento in cui la legge Treu (n. 196/1997) era entrata in vigore.
Il brand Manpower oggi rappresenta i servizi di staffing di ManpowerGroup, in particolare la somministrazione a tempo determinato e indeterminato e le soluzioni per l’ingresso nel mondo del lavoro, come la formazione in ingresso -in Italia gratuita e finanziata, anche con Manpower Academy-, le politiche attive per il lavoro, il permanent placement entry level ed experienced, i servizi On Site all’interno delle aziende.
Dal 2019 Manpower ha lanciato il programma MyPath per lo sviluppo del talento delle persone in somministrazione a tempo indeterminato e determinato, alle quali sono assegnati “Talent Agent” per supportarle nella loro crescita professionale.
Oggi Manpower offre a candidate/i e aziende anche specializzazioni (come Business Professionals ed Engineering) per rispondere al meglio alla carenza di talenti e per accompagnare persone e aziende con esperte ed esperti delle diverse aree professionali.

### Experis e Jefferson Wells
Il brand Experis nasce nel 2011, lo stesso anno in cui Manpower diventa ManpowerGroup, per la ricerca e selezione dei manager ed executive, prendendo le eredità delle precedenti società di ricerca e selezione, le cui origini risalgono al 1994, con la nascita del Gruppo Manpower in Italia.
Nel 2020, il Gruppo Manpower a livello globale dona un’identità esclusiva per il mondo IT a Experis, e in Italia e in altri paesi viene data distinzione alla ricerca e selezione di senior ed executive manager di tutti i settori con Jefferson Wells, che mutua il nome da un marchio storico del gruppo.  

### Talent Solutions
Nel 2020 nasce il nuovo brand globale Talent Solutions che integra l’offerta di Right Management per talent e career management, Recruitment Process Outsourcing e Tapfin, per la gestione della forza lavoro esterna all’azienda.

### Fondazione Human Age Institute ETS
Nel 2014 nasce la Fondazione Human Age Institute ETS di ManpowerGroup, la Fondazione privata senza fini di lucro del Gruppo Manpower, che ha la missione di favorire l’employability delle persone in situazioni di fragilità o svantaggio che hanno bisogno di supporto per avvicinarsi al mercato del lavoro.